# Championnat du Laos de football 2020
 (février 2021).
Si vous disposez d'ouvrages ou d'articles de référence ou si vous connaissez des sites web de qualité traitant du thème abordé ici, merci de compléter l'article en donnant les références utiles à sa vérifiabilité et en les liant à la section « Notes et références ».
Navigation
Saison précédente Saison suivante
La saison 2020 du Championnat du Laos de football est la trentième édition du championnat de première division au Laos. Cette édition regroupe sept clubs au sein d'une poule unique, où ils s'affrontent à deux reprises. 
Le Lao Toyota FC, tenant du titre, remporte son cinquième titre de champion du Laos. 

## Les clubs participants
- Lao Toyota FC
- Master 7
- Young Elephant
- Lao Police Football Club
- Ezra FC - promu
- Viengchanh FC - promu
- Vientiane FC - promu

- Tous les clubs se trouvent à Vientiane et jouent leurs rencontres dans le Stade national du Laos.

## Compétition
Les clubs se rencontrent deux fois en cours de saison, soit douze journées au total.

### Classement
Le classement est établi sur le barème de points classique (victoire à 3 points, match nul à 1, défaite à 0). Pour départager les égalités, on tient d'abord compte des confrontations directes, de la différence de buts générale, puis du nombre de buts marqués.
| Rang | Équipe                   | Pts | J  | G  | N | P  | Bp | Bc | Diff |
| ---- | ------------------------ | --- | -- | -- | - | -- | -- | -- | ---- |
| 1    | Lao Toyota FCT           | 32  | 12 | 10 | 2 | 0  | 31 | 5  | +26  |
| 2    | Master 7                 | 25  | 12 | 7  | 4 | 1  | 32 | 17 | +15  |
| 3    | Young Elephant C         | 17  | 12 | 5  | 2 | 2  | 25 | 11 | +14  |
| 4    | Ezra FC P                | 16  | 12 | 4  | 4 | 4  | 23 | 17 | +6   |
| 5    | Lao Police Football Club | 12  | 12 | 3  | 3 | 6  | 17 | 23 | -6   |
| 6    | Viengchanh FC P          | 12  | 12 | 3  | 3 | 6  | 12 | 29 | -17  |
| 7    | Vientiane FC P           | 2   | 12 | 0  | 2 | 10 | 9  | 47 | -38  |

|  | Qualification pour le tour préliminaire de la Coupe de l'AFC 2021  |
|  | C : Vainqueur de la Coupe du Laos P : Club promu de First Division |

## Bilan de la saison
| Championnat du Laos de football 2020 |                          |
| Champion                             | Lao Toyota FC (5e titre) |
| Coupes et trophées                   |                          |
| Vainqueur de la Coupe du Laos 2020   | Young Elephant           |
| Qualifications continentales         |                          |
| Championnat du Mékong des clubs 2020 |                          |
| Coupe de l'AFC 2021                  | Lao Toyota FC            |
| Promotions et relégations            |                          |
| Promus en Premier League             |                          |
| Relégués en First Division           |                          |